# Praktijkonderwijs
Het praktijkonderwijs meestal afgekort tot pro is in Nederland een van de vier vormen van voortgezet onderwijs.

## Ontstaansgeschiedenis
De onderwijscommissie Van Veen adviseerde dat dit onderwijs tot arbeidsmarktgerichte leerweg van vmbo zou vormen. De regering heeft echter besloten dat het praktijkonderwijs een aparte onderwijssoort binnen het voortgezet onderwijs zou vormen. MLK-onderwijs en ZMLK-onderwijs zijn in 1999 gevormd tot praktijkonderwijs als aparte onderwijssoort. Een deel van de VSO-scholen is aangesloten bij een schoolgemeenschap en vormen praktijkonderwijs. 
In Nederland waren in 2011 176 scholen voor praktijkonderwijs (pro), met in totaal ruim 29.000 leerlingen. Het praktijkonderwijs is bedoeld voor leerlingen voor wie het behalen van een diploma in een van de leerwegen van het vmbo niet haalbaar is. Voorheen waren dat de scholen voor voortgezet speciaal onderwijs voor moeilijk lerende kinderen (vso-mlk). Sinds 2019 krijgen de leerlingen die het praktijkonderwijs (pro) of voortgezet speciaal onderwijs (vso) succesvol hebben doorlopen een diploma. Leerlingen die niet hebben voldaan aan de vereisten van het schooldiploma, ontvangen een verklaring. Tot 2019 werden er geen diploma's uitgereikt bij dit schooltype, maar een getuigschrift. Door het invoeren van dit diploma worden de prestaties van de leerlingen erkend en wordt bevestigd dat praktijkonderwijs een volwaardige schoolsoort is.

## Profielen
Het praktijkonderwijs leidt leerlingen op voor:
1. wonen
2. werken
3. burgerschap
4. vrijetijdsbesteding

Er zijn vier profielen van het praktijkonderwijs:
- vervolgopleiding naar mbo niveau 2 met ingebouwde programma van mbo 1 in de laatste 2 leerjaren. Deze opleiding levert twee diploma's op: een praktijkonderwijsdiploma en een entreediploma mbo niveau 1.[4]
- vervolgopleiding naar mbo niveau 1 (laatste leerjaar) of vmbo bb (eerste 2 leerjaren).
- begeleid werk of werk bij bedrijf.
- dagbesteding.

Een klein deel stroomt door of haalt binnen het praktijkonderwijs niveau 1 van het mbo. Voor het praktijkonderwijs geldt geen cursusduur, maar wel een leeftijdsgrens van 18 jaar tot 20 jaar. 
Het praktijkonderwijs is voor leerlingen van wie na onderzoek is gebleken dat zij recht hebben op deze vorm van voortgezet onderwijs. Het onderzoek richt zich op de intelligentie en er wordt een didactisch onderzoek afgenomen. Het IQ van de praktijkschoolleerling ligt tussen 55 en maximaal 75-80. Uit een didactisch onderzoek van de leerling moet blijken dat hij of zij een leerachterstand heeft van ten minste drie jaar, gemeten vanaf groep 8 in het basisonderwijs. Het didactisch onderzoek bestaat uit testen op leesniveau, spelling, rekenen en begrijpend lezen. Bij de proef kunnen de leerlingen het programma van pro/vmbo BB volgen. Dit is het hoogste niveau van het praktijkonderwijs en laagste niveau van het vmbo. 
Tijdens het vijf jaar durende praktijkonderwijs wordt de leerling via stages, theorie- en praktijkvakken toegeleid naar arbeid of naar arbeid en aanvullende scholing. Praktijkonderwijs is er, naast het toeleiden naar arbeid, ook op gericht de leerlingen competenties te laten ontwikkelen die zij na de school nodig hebben op het gebied van onder andere wonen, burgerschap en vrijetijdsbesteding.
Van de 176 zijn 58 scholen praktijkonderwijs verbonden aan scholengemeenschappen in het voortgezet onderwijs. Een klein aantal scholen voor praktijkonderwijs wordt binnen een mbo georganiseerd. De term kan verwarring opleveren met de praktijkscholen van mbo's of hbo's, ook omdat sommige scholen voor praktijkonderwijs zich 'praktijkschool' noemen.
Het Nederlandse praktijkonderwijs komt overeen met wat in Vlaanderen opleidingsvorm 3 is, binnen het buitengewoon secundair onderwijs.